# Goodyear Ballpark
Le Goodyear Ballpark est un stade de baseball situé à Goodyear en Arizona. 
Cette enceinte inaugurée en 2009 est utilisée par la franchise de MLB des Indians de Cleveland afin de préparer ses saisons. Depuis 2010, les Reds de Cincinnati utilisent également ce stade pour l'entraînement de printemps.